# 西九州マツダ
西九州マツダ株式会社（にしきゅうしゅうマツダ）は佐賀県、長崎県を営業エリアとするマツダのカーディーラー。

## 沿革
- 1929年（昭和4年）- 佐世保市にて始祖会社「圓田モータース」創業。
- 1949年（昭和24年）- 現法人の源流となる長崎マツダモータースを設立。マツダ自動三輪車の販売代理店となる。
- 1957年（昭和32年）- 佐賀エリアの営業権を取得。長崎マツダ佐賀支店とする。
- 1967年（昭和42年）- 長崎マツダ佐賀支店を資本分離し、株式会社佐賀マツダとする。
- 1982年（昭和57年）- マツダモータース佐賀を、佐賀マツダに吸収統合する。
- 2021年（令和3年）10月1日 - 長崎マツダと佐賀マツダが合併し、西九州マツダ株式会社となる。登記上は長崎マツダの社名を西九州マツダに変更し、本店所在地は旧・長崎マツダ佐世保店とするが、本社機能は旧・佐賀マツダ本店に置く。

## 販売店
長崎エリア
- 長崎店 - 長崎市本河内3丁目21-52
- 諫早店 - 諫早市久山町2190-1
- 大村店 - 大村市松並2-1220-1
- 佐世保店 - 佐世保市大和町943-1

佐賀エリア
- 佐賀店 - 佐賀市下田町4-6
- 武雄店 - 武雄市朝日町甘久451-1
- 城北店 - 佐賀市兵庫町藤木1172-5
- 唐津店 - 唐津市和多田大土井6-60
- 鳥栖店 - 鳥栖市元町1295-1
- 鹿島店 - 鹿島市中村841

## グループ会社
- 株式会社ファーレン西九州（フォルクスワーゲン正規ディーラー）
  - Volkswagen長崎 - 長崎県西彼杵郡時津町元村郷1100-3
  - Volkswagen佐賀 - 佐賀県佐賀市鍋島町森田87-1
- ブルーキャブグループ（Blue Cab Group）
  - 佐世保タクシー株式会社 - 長崎県佐世保市有福町203-1
  - みなとタクシー株式会社 - 長崎県長崎市上小島4-10-17
  - 有限会社三和タクシー - 長崎県長崎市為石町3181-5
  - あじさいタクシー - 長崎県西彼杵郡長与町吉無田郷505-2
  - 西福岡タクシー株式会社 - 福岡県福岡市西区横浜1-42-8
- 株式会社トーヨー総業 - 長崎県佐世保市有福町203-1